# السائلة (حارة)

تعديل مصدري - تعديل

السائلة إحدى حارات مدينة نجد الجماعي بمحافظة إب، بلغ تعداد سكانها 219 نسمة حسب تعداد اليمن لعام 2004.